# Chiesa cattolica sira
La Chiesa cattolica sira è una Chiesa cattolica sui iuris, insignita del titolo patriarcale, in comunione con il vescovo di Roma. È formata dai fedeli della Chiesa degli ortodossi siriaci che si sono riuniti con Roma a partire dal 1783, conservando la loro lingua, il loro rito (siriaco-occidentale) e la loro legislazione ecclesiastica.
La Chiesa ha una propria gerarchia, sotto l'autorità di un patriarca, che porta il titolo di Patriarca di Antiochia dei Siri. Dal 20 gennaio 2009 il patriarca è Mar Ephrem Joseph Younan (già vescovo della diocesi di «Nostra Signora della Liberazione per gli Stati Uniti ed il Canada»), che ha assunto il nome di Mar Ignace Youssif III Younan. 
La sede è a Beirut, in Libano, ma la maggior parte dei fedeli vive in Iraq (42.000) e in Siria (26.000), mentre 55.000 vivono nella diaspora. Il titolo di patriarca di Antiochia è molto disputato ed è portato, oltre che dal Patriarca siro-cattolico, da altri quattro capi di Chiese cristiane.

## Storia
A partire dal XVII secolo l'opera congiunta dei missionari gesuiti e cappuccini aveva portato diversi singoli e gruppi della Chiesa ortodossa siriaca a convertirsi alla Chiesa cattolica. Nel 1662 la comunità sira di Aleppo, che aveva aderito in massa al cattolicesimo, elesse come patriarca il proprio vescovo Ignazio Andrea Akhidjan (1662-1677); con la mediazione del console francese, egli ottenne dal governo turco il riconoscimento a capo della nazione (millet) siriaca. Il suo successore, anch'egli in comunione con Roma, Ignazio Pietro VI Chaahbadine (1677-1702), subì diverse persecuzioni e fu infine espulso dal governo turco, perché accusato di essere al soldo della Francia.

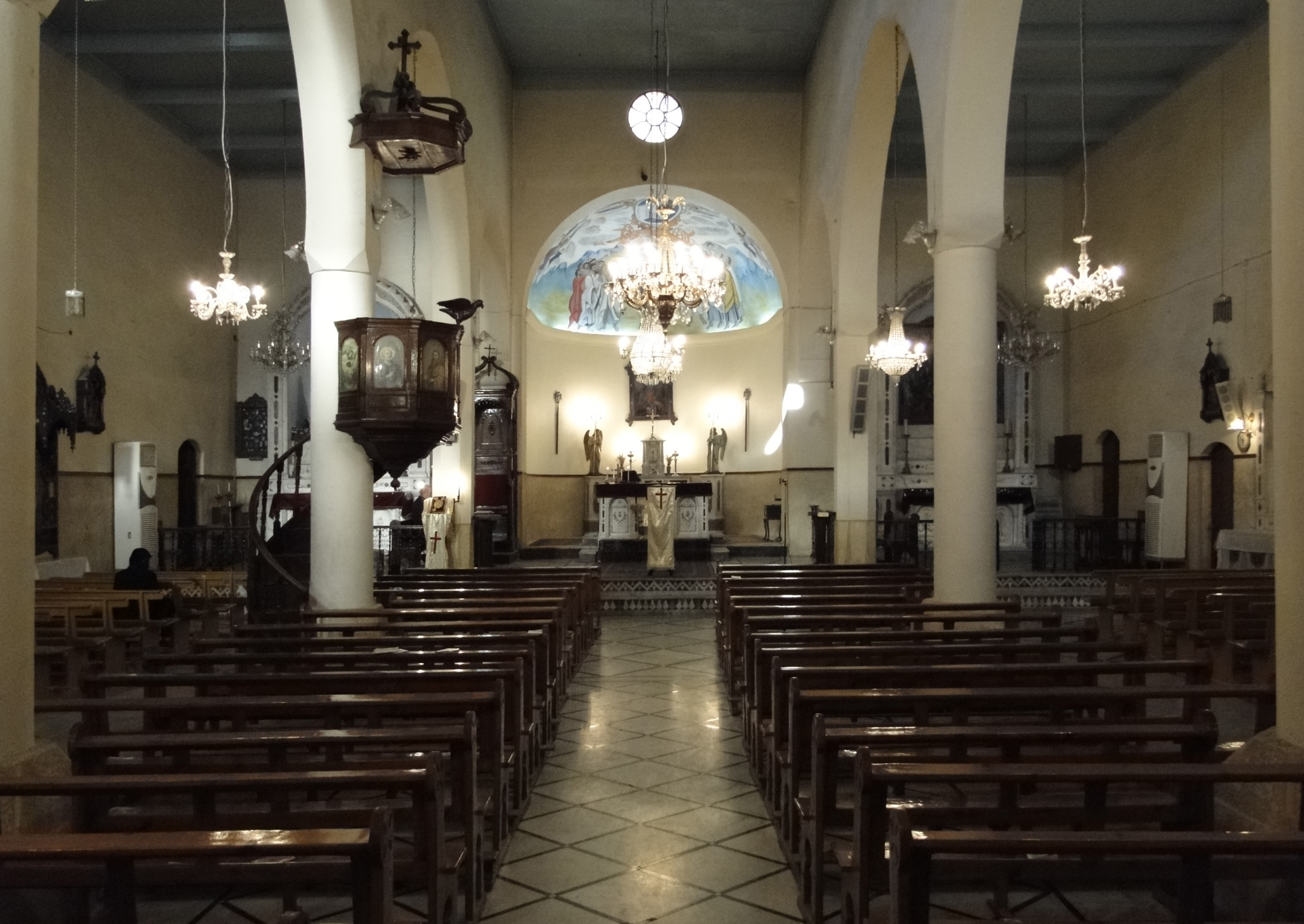
Interno della chiesa cattolica sira di Damasco.

L'esigua comunità siro-cattolica (nel 1768 si contavano in tutto 200 famiglie uniati) rimase così senza un vertice fino al 1783, quando a Roma quattro vescovi siri proclamarono patriarca Ignazio Michele III Jarweh (1783-1800). La sua elezione però non fu riconosciuta né dalla Chiesa ortodossa né dal governo turco. Fu eletto un nuovo patriarca ortodosso e Jarweh dovette rifugiarsi nel monastero di Cherfé, in Libano. Tuttavia fu riconosciuto da Roma come patriarca dei siro-cattolici con il titolo di Patriarca di Antiochia (mentre i due precedenti avevano quello di Aleppo).
Nella prima metà del XIX secolo lo sviluppo della Chiesa siro-cattolica fu ostacolato da dissidi interni fra opposte fazioni ecclesiastiche. Grande impulso all'organizzazione della Chiesa fu dato dal patriarca Ignazio Pietro VII Jarweh (1820-1851); egli trasferì la sua sede ad Aleppo e trasformò il monastero di Cherfé in seminario patriarcale per la formazione del clero. Durante il suo pontificato diversi vescovi ortodossi ritornarono all'unione con Roma.
Nel monastero di Cherfé, tra dicembre 1853 e gennaio 1854, si svolse il primo sinodo della Chiesa cattolica sira, sotto la presidenza del delegato apostolico, Benoit Planchet. Nel 1859 il patriarcato siro-cattolico annoverava 10 diocesi ed un totale di circa 30.000 fedeli. Nel 1898 si registrano questi dati statistici: 9 diocesi, 22.700 fedeli, 24 parrocchie, 42 chiese o cappelle ed 81 preti. Tra i principali monasteri tuttora esistenti va segnalato Mar Biham, fondato nel IV secolo.

## Organizzazione

### In Medio Oriente
Libano
- Eparchia di Beirut (eparchia propria del patriarcato di Antiochia dei Siri)

 Siria
- Arcieparchia di Homs (metropolitana senza suffraganee)
- Arcieparchia di Damasco (metropolitana senza suffraganee)
- Arcieparchia di Aleppo (non metropolitana)
- Arcieparchia di Hassaké-Nisibi (non metropolitana)

 Iraq
- Arcieparchia di Baghdad (non metropolitana)
- Arcieparchia di Mosul (non metropolitana)
- Eparchia di Adiabene
- Esarcato patriarcale di Bàssora e Golfo

 Egitto
- Eparchia del Cairo

 Israele,  Palestina e  Giordania
- Esarcato patriarcale di Gerusalemme

 Kuwait
- Esarcato patriarcale di Bàssora e Golfo

 Turchia
- Esarcato patriarcale di Turchia

 Sudan e  Sudan del Sud
- Territorio dipendente dal patriarcato

### Nella diaspora
Sono immediatamente soggette alla Santa Sede le seguenti circoscrizioni ecclesiastiche:
 Stati Uniti
- Eparchia di Nostra Signora della Liberazione negli Stati Uniti

 Venezuela
- Esarcato apostolico del Venezuela

 Canada
- Esarcato apostolico del Canada

## Sinodo patriarcale
Elenco dei Presidenti del Sinodo della Chiesa sira cattolica:
- Patriarca Ignace Antoine II Hayek (1969 - 23 luglio 1998)
- Patriarca Ignace Moussa I Daoud (20 ottobre 1998 - 8 gennaio 2001)
- Patriarca Ignace Pierre VIII Abdel-Ahad (24 febbraio 2001 - 25 gennaio 2008)
- Patriarca Ignace Youssif III Younan, dal 22 gennaio 2009